# Ellen Hayes
Ellen Hayes   (Granville, 23 de setembre de 1851 - Wellesley, 27 d'octubre de 1930) fou una matemàtica i astrònoma nord-americana. Va ser un personatge polèmic, com a professora i per les causes radicals que va defensar.

## Els primers anys
Va néixer a Granville (Ohio), un municipi que els seus avis materns van ajudar a fundar el 1805, va ser la primera dels sis fills de Charles Coleman i Ruth Rebecca (Wolcott). Ellen va néixer a la casa d'Horace Wolcott, el seu avi per part de mare, que era el patró de la Granville Female Academy on la seva mare Ruth va estudiar per a mestra. El pare de l'Ellen va servir com a oficial durant la guerra civil i malgrat que va ser un home sense formació acadèmica es va preocupar molt que tant els seus fills com les seues filles rebessin una bona educació. La mare d'altra banda, provenia d'una família amb alt nivell educatiu, els avis materns també estaven fortament compromesos amb l'educació i eren molt partidaris que fos la mateixa per als nois i les noies. Sens dubte això no era usual a meitats del s.XIX que una noia es criés en un ambient així i que tingués accés a l'educació al mateix nivell que els nois.
Ruth aviat va fer ús de la seva formació com a mestra d'escola i es va convertir en una mestra entusiasta per als seus propis fills així que l'Ellen va ser educada fins als set anys a casa per la seva mare, on a més d'aprendre a llegir i escriure va aprendre també algunes nocions d'astronomia i botànica.
Als vuit anys va començar la seva educació formal a l'escola de Centreville, després de completar la seva formació amb només setze anys va ensenyar en una escola de barri durant cinc anys mentre estalviava diners del seu salari per poder assistir a la universitat. El 1872 va entrar a l'Oberlin College a Oberlin (Ohio), l'elecció d'aquesta universitat va ser bastant natural tenint en compte que, fundada el 1833 com a Oberlin Collegiate Institut per a formar mestres d'escola, va acceptar homes i dones des del principi i va ser la primera Universitat als Estats Units en tenir aquesta política coeducativa. Va canviar de nom a l'actual Oberlin College uns vint anys abans que Hayes comences els seus estudis allà.
Ellen va passar algun temps preparant els seus estudis de grau, que va començar el 1875, i es va graduar amb una llicenciatura el 1878. Allí va prendre principalment matemàtiques i ciències però simultàniament altres assignatures com història, literatura anglesa, grec i llatí.

## Treball
Després de graduar-se va ensenyar durant un any a l'Adrian College, a Adrian, al sud-est de Michigan, que havia estat fundat el 1845 i allí va ser cap del Departament de la dona. El 1879 va acceptar un lloc de professora de matemàtiques al Wellesley College una universitat privada femenina a Wellesley (Massachusetts), que havia obert només feia quatre anys i que va ser molt important entre les universitats per a dones, ja que va ser la primera a tenir laboratoris.
Els seus treballs científics més importants són d'astronomia. Entre 1887 i 1888 Hayes va fer obvervacions al Leander McCormick Observatory de la Universitat de Virginia d'un asteroide (Tirza 267) i va calcular la seva òrbita. També va fer observacions de cometes i asteroides que es van publicar a Nature el 1904.
Hayes va romandre al Wellesley College des que va acceptar el seu primer lloc de treball com a professora de matemàtiques el 1879 fins a la seva jubilació l'any 1916. El 1888 va esdevenir Cap del Departament de Matemàtiques. El 1897, degut a l'antagonisme entre Hayes i els matemàtics purs del Departament sobre la importància de la matemàtica aplicada i altres queixes sobre la seva administració del Departament, va aconseguir que es creés un nou Departament de Matemàtica Aplicada, del que ella en va ser el primer Cap de Departament i va continuar sent-ho quan el 1904 el Departament de Matemàtica Aplicada es va ampliar i va passar a ser el Departament d'Astronomia i Matemàtica Aplicada. Des del 1897 el nou departament oferia cursos de Mecànica elemental, Astronomia matemàtica elemental, Termodinàmica, Mecànica Teòrica avançada, Geodinàmica, Astronomia teòrica i Principis d'interferències. L'any 1891 Hayes va ser elegida per a ser membre de la Societat Matemàtica de Nova York, que més tard esdevindria la Societat Matemàtica Americana, i va ser una de les sis primeres dones a unir-se a aquesta organització.

## Activisme social
Ellen Hayes va ser una figura controvertida, per ser una de les poques professores de matemàtiques que hi havia als Estats Units al segle xix, per la seva defensa de causes radicals i el seu qüestionament de la Bíblia. Va ser defensora dels drets de les dones, per l'educació, pel vot i pels drets laborals. Això no estava gaire ben vist per la societat ben estant. Al Wellesley College no estaven massa d'acord amb el seu posicionament polític i els seus punts de vista sobre l'educació i en un cert punt fins i tot es van intentar prendre mesures contra ella.
"Va ser una radical intrèpida, en els anys vuitanta portava faldilles curtes; en els anys noranta era una partidaria convençuda del sufragi de la dona; en les dues primeres dècades del segle xx, una socialista convençuda. Després de la seva jubilació i fins a la seva mort el 1930, va estar activament implicada amb un experiment per l'educació dels adults en especial de les noies treballadores. Malgrat tot va ser recordada amb entusiasme i afecte per molts dels i de les seues alumnes".
Va estar sempre preocupada per la poca presència de dones en ciències i matemàtiques, argumentava que aquest fet era a causa de la pressió social i la preocupació per l'aparença femenina. Es queixava de la manca d'oportunitats de treball per les dones en aquells camps i de la manca d'escoles a les que poguessin accedir les noies per la seva formació en matemàtiques i ciències.
El 1912 va ser la candidata del Partit Socialista per la Secretaria d'Estat de Massachusetts, la primera dona en la història candidata a un càrrec com aquest, no va guanyar les eleccions però, malgrat que en aquell moment les dones no tenien dret a vot, va rebre més vots que qualsevol altre candidat socialista. Durant la revolució russa, passant per davant del generalizat sentiment anticomunista, va recaptar diners per als nens i nenes orfes de Rusia i va defensar el socialisme. A l'edat de 76 anys, va ser arrestada per marxar en protesta per l'execució de Nicola Sacco i Bartolomeo Vanzetti.
El 1929, amb 78 anys, la Ellen va deixar casa seva a Wellesley i, malgrat els dolors que li provocava l'artritis, va ajudar a establir una nova escola a West Park (Nova York), per a les dones joves treballadores de les fàbriques. Va morir allí un any més tard, el 27 d'octubre de 1930, volia deixar el seu cervell a la Wilder Brain Collection de la Cornell University. Va ser incinerada i les seves cendres estan al cementiri de Maple Grove a Granville (Ohio).

## Publicacions
Durant els anys que va estar al Wellesley College, va escriure molts llibres de text: 
- Lessons on Higher Algebra (1891)[4]
- Elementary Trigonometry (1896)[5]
- Algebra for High Schools and Colleges (1897)[6]
- Calculus with Applications, an Introduction to the Mathematical Treatment of Science (1900)[7]

També va escriure un recull de cartes on aconsellava a les noies activitats i cursos que podien fer a la universitat Letters to a College girl (1909), cartes que s'endinsen en les actituds que hi havia a principis del segle XX cap a l'educació superior de les dones.
Ja després de la seva jubilació va escriure Wild Turkeys and Tallow Candles (1920), un relat sobre la vida a Granville i la novel·la històrica The Sycamore Trail (1929).
El 1930, poc abans de la seva mort, amb motiu del 125é aniversari del Granville Female College va escriure l'article Reflections on Teaching and Learning at the Granville Female College.